# Vincenzo Montefusco
Vincenzo Montefusco (Napoli, 26 aprile 1945) è un allenatore di calcio ed ex calciatore italiano, di ruolo centrocampista.

## Carriera

### Giocatore
Centrocampista, cresce nel Napoli e dopo tutta la trafila nelle giovanili, esordisce in maglia azzurra prima nel 1962 in una gara di Coppa Italia (trofeo che quell'anno il Napoli vincerà), e poi in serie A il 10 febbraio 1963, poco più che diciassettenne, in un Genoa-Napoli terminato 3-2, segnando il primo gol dei partenopei in quella gara. Nell'agosto 1964 ha giocato due gare amichevoli (contro Varese e Velez) nelle file dell'Inter.
Col tempo, le gare da titolare aumentano, insieme ad Antonio Juliano, con cui nel 1965 è promosso con i partenopei in serie A (nel frattempo retrocessi in Serie B due anni prima).
In massima serie gioca con José Altafini ed Omar Sívori, e sfiora lo scudetto prima nel 1966 (terzo posto) e poi nel 1968 (il Napoli finisce secondo in campionato a 9 punti dal primo), anno in cui, il 25 maggio, Montefusco esordisce in Nazionale Under-23 nella gara contro i pari età dell'Inghilterra disputatasi a Trieste.
Dopo alcuni campionati mediocri e dissapori con più di un allenatore, lascia il Napoli in prestito per indossare le maglie di Foggia (1970/71) e Lanerossi Vicenza (1972/73), sempre in serie A. Tornato nuovamente alla base nel 1973, non rientra nei piani del nuovo mister degli azzurri Luís Vinício, che lo impiega pochissimo in quella stagione (6 gare fra campionato e Coppa Italia).
Nell'estate del 1974 lascia ancora una volta per un anno i partenopei, accasandosi al Taranto in serie B, dove gioca le ultime gare di campionato della sua carriera. 
Tornato al Napoli ormai solo per doveri contrattuali, infatti, scenderà in campo dal 1975 al 1977 soltanto in una gara di Coppa delle Coppe e in 2 gare di Coppa Italia, segnando in questa competizione il gol nella sua ultima gara ufficiale della carriera, il 29 giugno 1977, in Napoli-Bologna 1-0, gara giocata sul neutro di Bari e valevole per il girone finale della manifestazione italiana.

### Allenatore
Dopo una breve esperienza nel Nuovo Posillipo Napoli (Serie D 77/78), dove non riesce a salvare la squadra dalla retrocessione, l'anno dopo va al Cassino (Serie C2 78/79). Subentrato a Bruno Mora a metà campionato, riesce a salvare la squadra laziale.
Nell'estate del 1979 è sulla panchina della Paganese con cui nel vince subito il campionato di serie C2, e in quello successivo di C1 finisce a metà classifica.
Passa poi al Campobasso, sempre in Serie C1, ma qui verrà esonerato (alla quinta giornata) per divergenze con il presidente e per lo scarso rendimento della squadra (perde quattro partite su cinque, tutte per 1-0: ad Arezzo, in casa con la Nocerina, a Terni ed a Benevento). A seguito del suo esonero la squadra, affidata ad Antonio Pasinato, otterrà la promozione in serie B, con un trionfale, viste le premesse, secondo posto.
Dopo un anno alla Casertana culminato con un quinto posto in Serie C1 va al Campania, dove viene esonerato. Nella stagione 1984-1985 riparte dal Cosenza in Serie C1, e dopo un campionato, è esonerato a metà campionato l'anno dopo.
Esperienze negative sono anche quelle successive dal 1986 al 1993: Juve Stabia (dove subentra a campionato in corso e dopo due mesi si dimette), Nocerina (retrocessione dopo spareggio), Casertana (dove viene esonerato nel precampionato dopo un 4º posto la stagione precedente), Baracca Lugo (esonerato), Empoli (esonerato a metà stagione) e Pisa (esonerato a metà anno nella sua prima esperienza in Serie B).
Nel 1997 Corrado Ferlaino gli affidò, a stagione in corso, il Napoli dopo aver esonerato Luigi Simoni. I partenopei sotto la sua guida disputarono la doppia finale di Coppa Italia persa contro il Vicenza. Montefusco tornò poi la stagione successiva sulla panchina del Napoli finendo con la retrocessione in largo anticipo dei campani in Serie B che avevano finito la stagione all'ultimo posto in classifica con 14 punti in 34 gare, a 22 punti di distanza dalla salvezza, con 2 vittorie, 8 pareggi e 24 sconfitte, il minor numero di reti segnate e quello di maggiori reti subite. Nel 2005 è responsabile delle giovanili del Napoli. Nel 2008 è il nuovo direttore sportivo del Real Marcianise Calcio.

## Statistiche

### Presenze e reti nei club
| Stagione        | Squadra         | Campionato      | Campionato | Campionato | Coppe nazionali | Coppe nazionali | Coppe nazionali | Coppe continentali | Coppe continentali | Coppe continentali | Altre coppe | Altre coppe | Altre coppe | Totale | Totale |
| Stagione        | Squadra         | Comp            | Pres       | Reti       | Comp            | Pres            | Reti            | Comp               | Pres               | Reti               | Comp        | Pres        | Reti        | Pres   | Reti   |
| --------------- | --------------- | --------------- | ---------- | ---------- | --------------- | --------------- | --------------- | ------------------ | ------------------ | ------------------ | ----------- | ----------- | ----------- | ------ | ------ |
| 1961-1962       | Napoli          | B               | 0          | 0          | CI              | 1               | 0               | -                  | -                  | -                  | -           | -           | -           | 1      | 0      |
| 1962-1963       | Napoli          | A               | 4          | 2          | CI              | 0               | 0               | CdC                | 1                  | 0                  | -           | -           | -           | 5      | 2      |
| 1963-1964       | Napoli          | B               | 18         | 1          | CI              | 0               | 0               | -                  | -                  | -                  | -           | -           | -           | 18     | 1      |
| 1964-1965       | Napoli          | B               | 20         | 0          | CI              | 3               | 0               | -                  | -                  | -                  | -           | -           | -           | 23     | 0      |
| 1965-1966       | Napoli          | A               | 13         | 0          | CI              | 2               | 0               | CM                 | 2                  | 0                  | CdA         | 4           | 2           | 21     | 2      |
| 1966-1967       | Napoli          | A               | 7          | 0          | CI              | 1               | 0               | CdF                | 1                  | 0                  | -           | -           | -           | 9      | 0      |
| 1967-1968       | Napoli          | A               | 14         | 0          | CI              | 2               | 0               | CdF                | 4                  | 0                  | -           | -           | -           | 20     | 0      |
| 1968-1969       | Napoli          | A               | 29         | 3          | CI              | 5               | 0               | CdF                | 3                  | 0                  | CdA         | 4           | 1           | 41     | 4      |
| 1969-1970       | Napoli          | A               | 24         | 0          | CI              | 3               | 0               | CdF                | 4                  | 0                  | CAI         | 5           | 0           | 36     | 0      |
| 1970-1971       | Foggia          | A               | 26         | 2          | CI              | 2               | 0               | -                  | -                  | -                  | -           | -           | -           | 28     | 2      |
| 1971-1972       | Napoli          | A               | 22         | 1          | CI              | 7               | 2               | CU                 | 1                  | 0                  | -           | -           | -           | 30     | 3      |
| 1972-1973       | Vicenza         | A               | 26         | 1          | CI              | ?               | ?               | -                  | -                  | -                  | -           | -           | -           | 26+    | 1+     |
| 1973-1974       | Napoli          | A               | 5          | 0          | CI              | 1               | 0               | -                  | -                  | -                  | -           | -           | -           | 6      | 0      |
| 1974-1975       | Taranto         | B               | 16         | 2          | CI              | 4               | 0               | -                  | -                  | -                  | -           | -           | -           | 20     | 2      |
| 1975-1976       | Napoli          | A               | 0          | 0          | CI              | 1               | 0               | CU                 | 0                  | 0                  | -           | -           | -           | 1      | 0      |
| 1976-1977       | Napoli          | A               | 0          | 0          | CI              | 2               | 1               | CC                 | 1                  | 0                  | -           | -           | -           | 3      | 1      |
| Totale Napoli   | Totale Napoli   | Totale Napoli   | 156        | 7          |                 | 28              | 3               |                    | 17                 | 0                  |             | 13          | 3           | 214    | 13     |
| Totale carriera | Totale carriera | Totale carriera | 224        | 12         |                 | 34+             | 3+              |                    | 17                 | 0                  |             | 13          | 3           | 288+   | 18+    |

## Palmarès

### Giocatore

#### Club

##### Competizioni nazionali
- Coppa Italia: 2

Napoli: 1961-1962, 1975-1976

##### Competizioni internazionali
- Coppa delle Alpi: 1

Napoli: 1966
- Coppa di Lega Italo-Inglese: 1

Napoli: 1976

### Allenatore

#### Club

##### Competizioni giovanili
- Coppa Italia Primavera: 1

Napoli: 1996-1997